# Vikingane
Vikingane é uma série de comédia norueguesa produzida e exibida pela NRK de 2016 a 2020. Ela segue a vida cotidiana dos vikings na vila Norheim por volta do ano 790. A série é escrita e dirigida por Jon Iver Helgaker e Jonas Torgersen. A série foi filmada na vila de Avaldsnes, no município de Karmøy, Rogaland, e foi gravada simultaneamente nas versões em norueguês e inglês, filmando cada cena duas vezes. A exibição internacional foi feita pela Netflix sob o título de Norsemen.

## Sinopse
Vikingane se passa na Noruega em 790, com vários personagens assumindo papéis principais à medida que a série se desenvolve. A história cobre a vida dos vikings na vila de Norheim, com acontecimentos do dia-a-dia e conflitos de vários graus cômicos. À medida que a série avança, as disputas com as aldeias vizinhas, incluindo uma tribo rival liderada pelo implacável Jarl Varg, e os esforços de um escravo romano, Rufus, para modernizar a cultura de Norheim, resultam em conflitos contínuos.

## Elenco
- Henrik Mestad como Chieftain Olav, o líder da aldeia. Ele encontra uma rota para navegar para o oeste e possui um mapa muito cobiçado.
- Marian Saastad Ottesen como Hildur, esposa de Olav
- Nils Jørgen Kaalstad como Arvid, o segundo em comando do chefe. Ele adora fazer incursões, mas também quer se estabelecer na aldeia.
- Kåre Conradi como Orm, irmão homossexual enrustido de Olav e marido de Frøya
- Silje Torp como Frøya, uma donzela escudeira que participa de ataques e é casada com Orm
- Trond Fausa Aurvåg como Rufus, um ator escravizado de Roma que faz amizade com Orm e planeja modernizar a vila
- Øystein Martinsen como Kark, um escravo liberto que retornou voluntariamente à sua vida de escravo após ser institucionalizado
- Jon Øigarden como Jarl Varg, o senhor regional e principal antagonista
- Kristine Riis como Liv, esposa garimpeira de Arvid
- Bjørn Myrene como Torstein Hund, braço direito de Varg
- Mikkel Bratt Silset como Ragnar, braço direito de Arvid
- André Eriksen como Ørn, um viking local
- Thorbjørn Harr como Jarl Bjørn, ex-amigo de Varg, que se tornou inimigo
- Stig Frode Henriksen como Vebjørn

## Recepção
A primeira temporada teve em média mais de um milhão de telespectadores na Noruega, um país com uma população de pouco mais de cinco milhões.
O The New York Times classificou Vikingane como uma das dez melhores séries de TV internacionais em 2017, e um dos melhores programas de TV internacionais da década. O The Guardian classificou a série como o 29º melhor programa de TV de 2017 e o descreveu como "Monty Python encontra Game of Thrones". A escritora norueguesa Marie Kleve elogiou a violência e como ela reflete histórias de nossa época, enquanto os personagens vivem na era viking.
A primeira temporada de Vikingane ganhou o prêmio Gullruten em 2017 de melhor série de comédia, e também foi indicada para melhor produção sonora (Peter Clausen e Erling Rein). A segunda temporada também foi indicada, e a terceira temporada voltou a conquistar o prêmio Gullruten em 2020 de melhor série de comédia, enquanto Bjørn Myrene foi indicado para melhor ator coadjuvante.